# Gone (canción de U2)
Gone es una canción de la banda de rock irlandesa U2, y es la séptima pista de su álbum de 1997 Pop. También está incluida en su álbum recopilatorio de 2002, The Best of 1990-2000, en una versión reelaborada. El vocalista del grupo, Bono, se refiere con frecuencia a ella como una de sus canciones favoritas de la banda. El guitarrista The Edge también ha declarado que estaba muy satisfecho con la «nueva mezcla» de la canción disponible en The Best of 1990–2000.
"Gone", junto con varias otras pistas de Pop y el álbum anterior de la banda Zooropa, fueron remezcladas y apodadas "The New Mix" o "Mike Hedges Mix" para ayudar a encajar con las canciones más conservadoras instrumentalmente de All That You Can't Leave Behind. Algunas críticas de la recopilación "Best of", en particular la crítica de Allmusic, destacaron las remezclas de canciones de Pop, diciendo que "ninguna mejora y todas socavan el arco de la carrera real de U2 en los años 90".
"Gone" fue considerada inicialmente como sencillo aunque finalmente no se lanzó como tal. El video de la canción que se incluyó en el DVD incluido con The Best of 1990-2000, fue tomado de la película del concierto PopMart: Live From Mexico City.

## En directo
"Gone" se tocó en todos los conciertos del PopMart Tour de 1997-98, y también se tocó durante la primera mitad de la siguiente gira, el Elevation Tour de 2001, siendo la canción del álbum Pop que más se tocó en esta última gira. Después, nunca más volvió a formar parte del repertorio en directo de U2.
The Edge usó una Rickenbacker 330-12 cuando interpretó esta canción en vivo, y Bono la acompaña con una guitarra Gretsch. En presentaciones en vivo, The Edge cantaba los coros "down" durante los versos de Bono "I'm not coming down". Sin embargo, esto estaba presente durante el segundo y tercer coro en la mezcla utilizada en The Best of 1990–2000.
Durante el PopMart Tour, Bono decía al empezar la canción "Hutch, going, going, but not gone", y en los shows del Elevation Tour, Bono gritaba "¡Hutch!" en dedicación a su amigo fallecido en 1997 Michael Hutchence, exlíder de la banda INXS.
Versiones en directo de "Gone" aparecen en los videos en vivo PopMart: Live From Mexico City y Elevation: Live From Boston.

## Personal
- Bono - voz principal, guitarra
- The Edge - sintetizador , coros, guitarra.
- Adam Clayton - bajo
- Larry Mullen Jr. - batería